# Galemys pyrenaicus
Galemys pyrenaicus là một loài động vật có vú trong họ Talpidae, bộ Soricomorpha. Loài này được E. Geoffroy St. Hilaire mô tả năm 1811.

## Hình ảnh

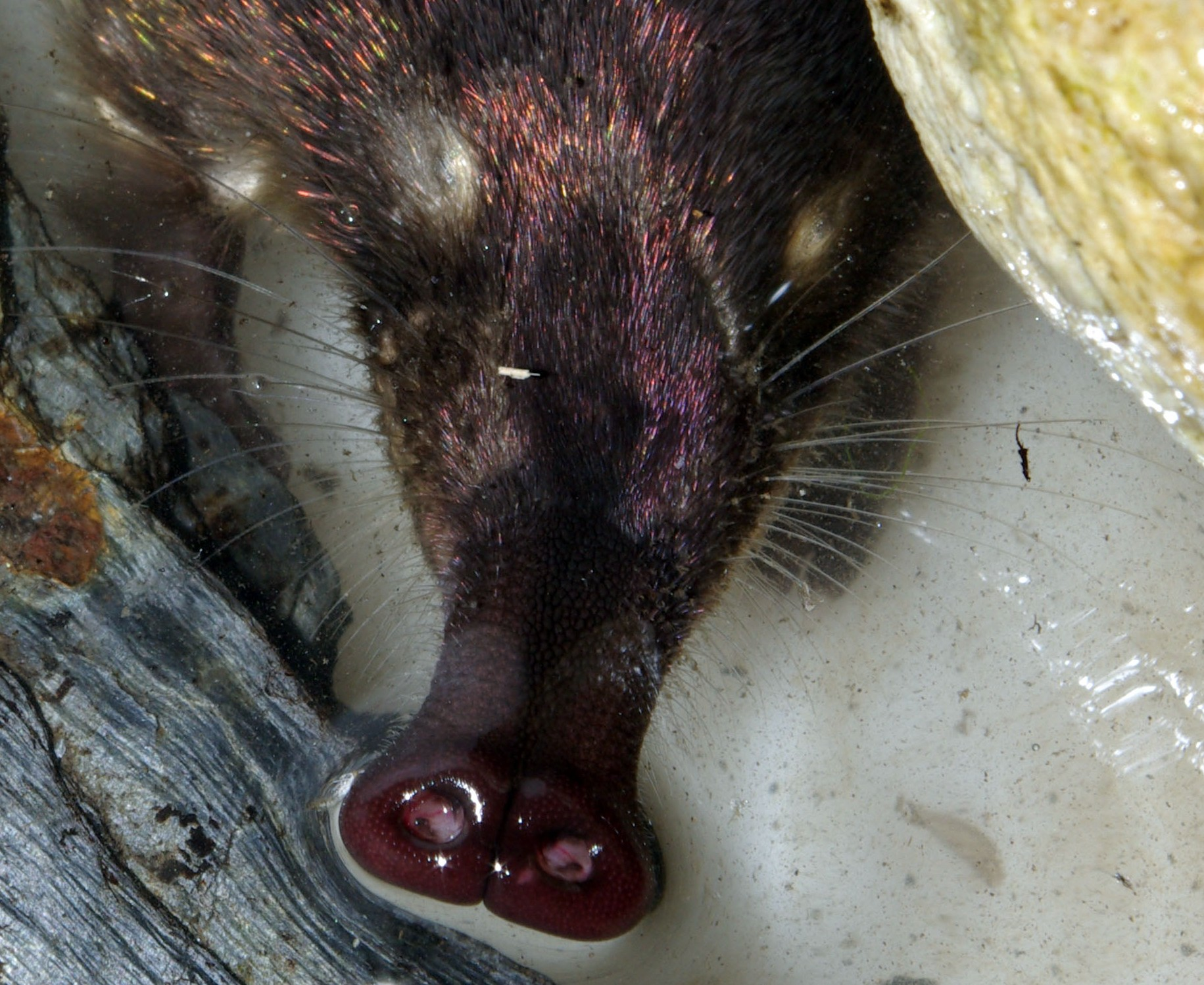
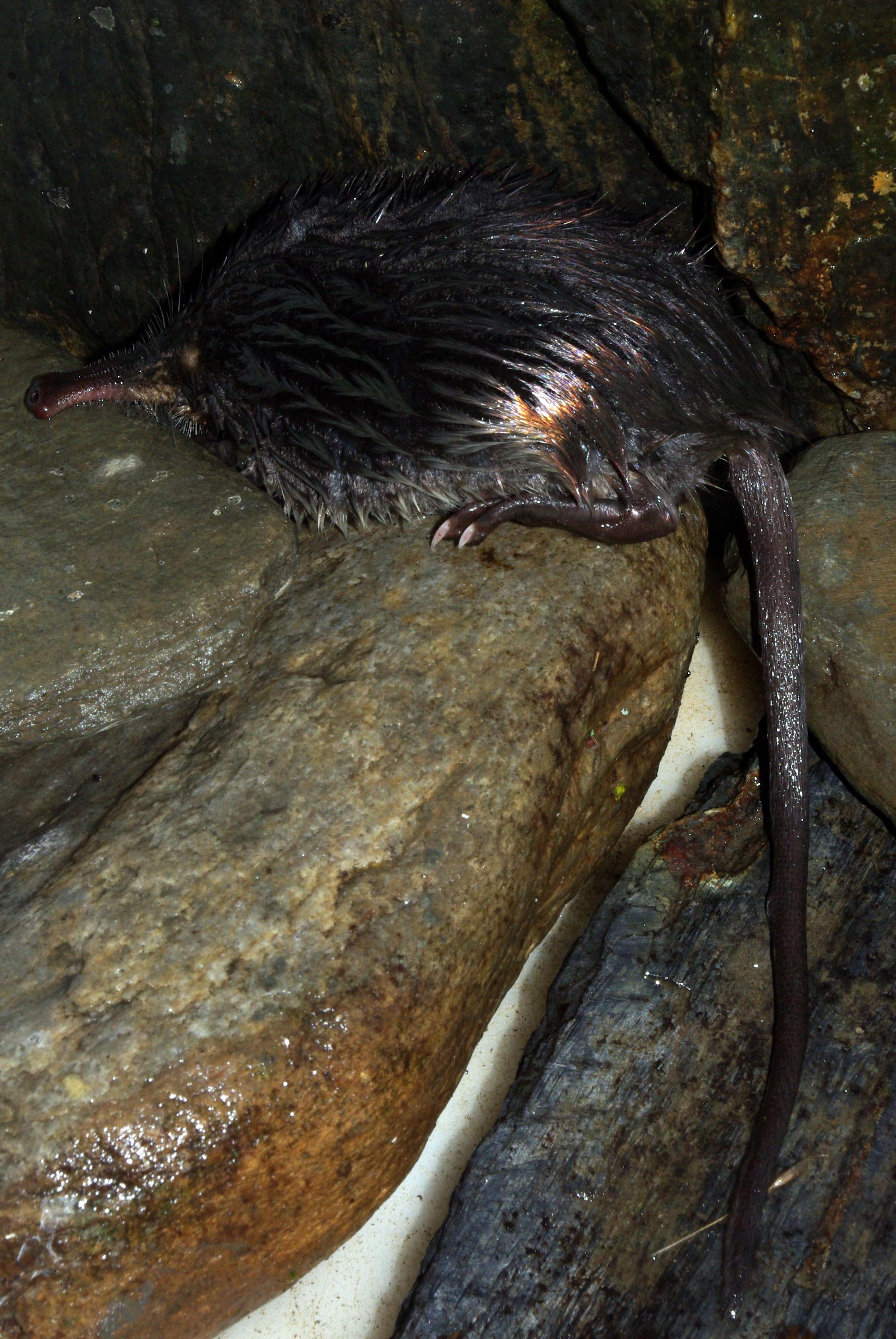
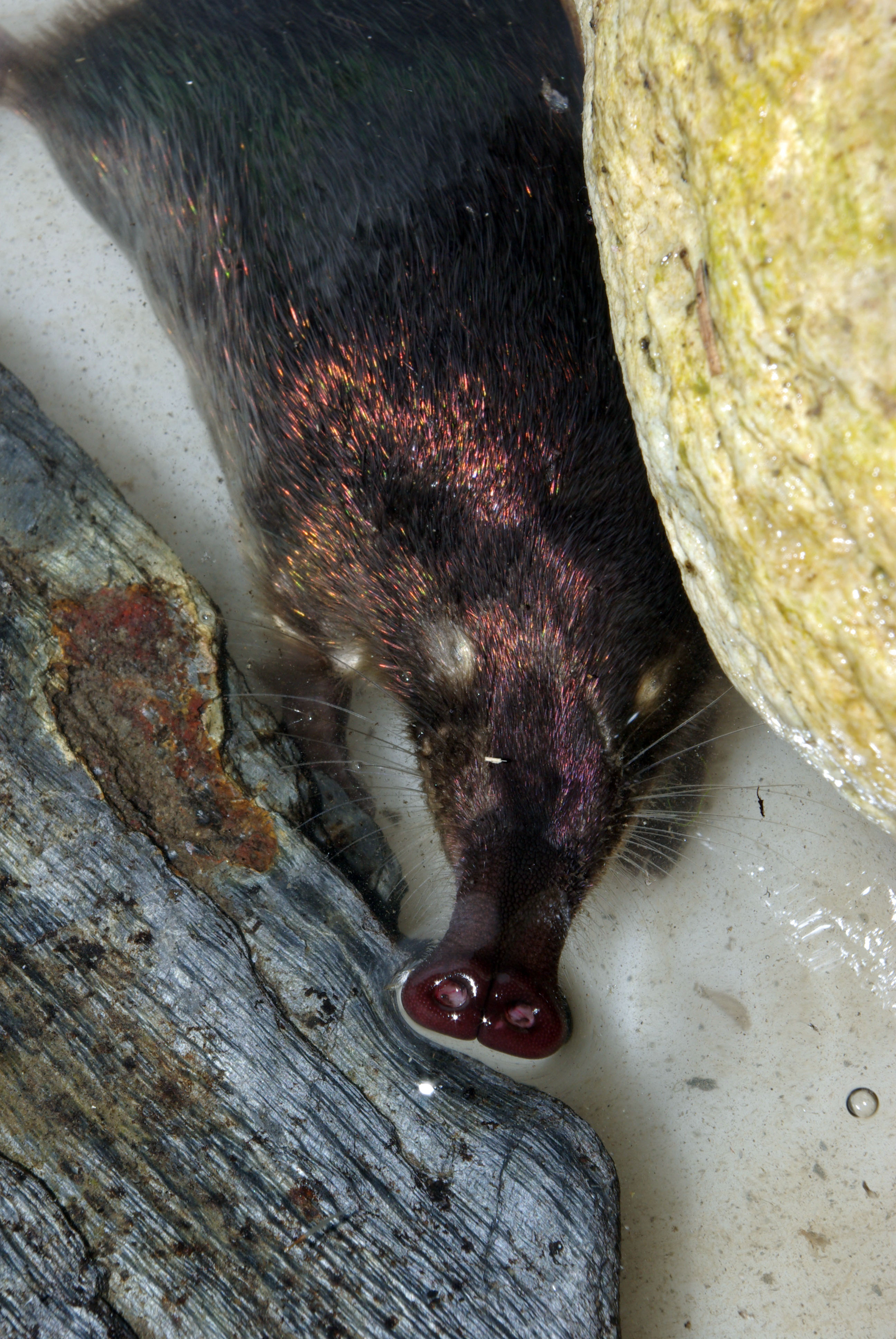
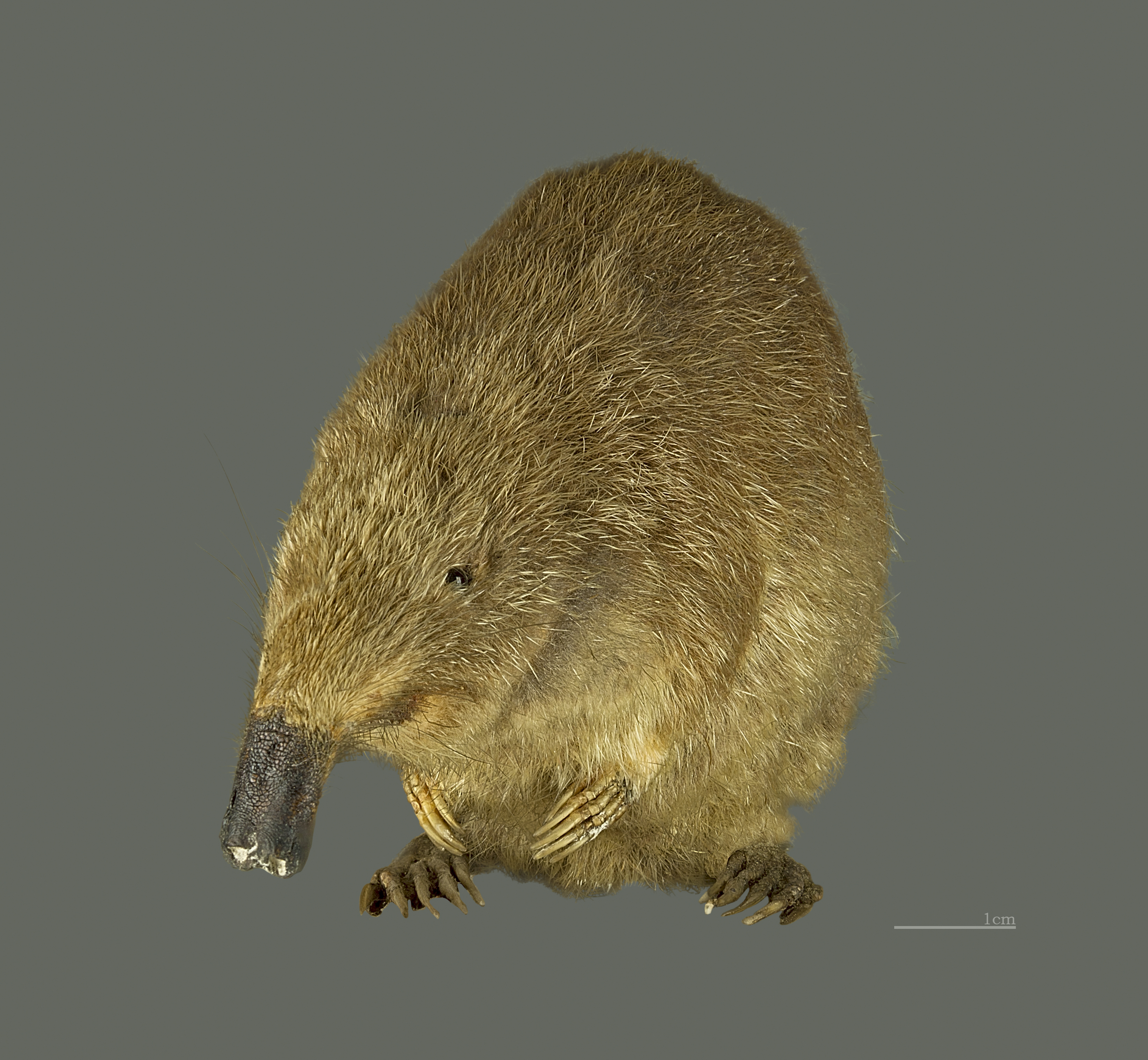